# Amsterdamsche Football Club Ajax 2025-2026
Questa voce raccoglie le informazioni riguardanti l'Amsterdamsche Football Club Ajax nelle competizioni ufficiali della stagione 2025-2026.

## Maglie e sponsor
Per la stagione 2025-2026 lo sponsor tecnico è Adidas, mentre il mainsposor sulla maglia è Ziggo.
| Casa | Trasferta | Terza divisa |

## Rosa
Dati aggiornati al 11 agosto 2025.
| N. |                        | Ruolo | Calciatore       |
| -- | ---------------------- | ----- | ---------------- |
| 1  | Rep. Ceca (bandiera)   | P     | Vítězslav Jaroš  |
| 2  | Brasile (bandiera)     | D     | Lucas Rosa       |
| 3  | Danimarca (bandiera)   | D     | Anton Gaaei      |
| 4  | Giappone (bandiera)    | D     | Ko Itakura       |
| 5  | Paesi Bassi (bandiera) | D     | Owen Wijndal     |
| 6  | Paesi Bassi (bandiera) | C     | Youri Regeer     |
| 7  | Spagna (bandiera)      | A     | Raúl Moro        |
| 8  | Paesi Bassi (bandiera) | C     | Kenneth Taylor   |
| 9  | Paesi Bassi (bandiera) | A     | Brian Brobbey    |
| 10 | Israele (bandiera)     | C     | Oscar Gloukh     |
| 11 | Belgio (bandiera)      | C     | Mika Godts       |
| 12 | Paesi Bassi (bandiera) | P     | Joeri Heerkens   |
| 13 | Turchia (bandiera)     | D     | Ahmetcan Kaplan  |
| 15 | Paesi Bassi (bandiera) | A     | Youri Baas       |
| 17 | Norvegia (bandiera)    | A     | Oliver Edvardsen |

| N. |                         | Ruolo | Calciatore            |
| -- | ----------------------- | ----- | --------------------- |
| 18 | Paesi Bassi (bandiera)  | C     | Davy Klaassen ()      |
| 20 | Burkina Faso (bandiera) | A     | Bertrand Traoré       |
| 21 | Paesi Bassi (bandiera)  | C     | Branco van den Boomen |
| 22 | Paesi Bassi (bandiera)  | P     | Remko Pasveer         |
| 23 | Paesi Bassi (bandiera)  | A     | Steven Berghuis       |
| 24 | Belgio (bandiera)       | D     | Jorthy Mokio          |
| 25 | Paesi Bassi (bandiera)  | A     | Wout Weghorst         |
| 28 | Paesi Bassi (bandiera)  | C     | Kian Fitz-Jim         |
| 30 | Paesi Bassi (bandiera)  | D     | Aaron Bouwman         |
| 36 | Paesi Bassi (bandiera)  | D     | Dies Janse            |
| 37 | Croazia (bandiera)      | D     | Josip Šutalo          |
| 51 | Inghilterra (bandiera)  | P     | Charlie Setford       |
| 59 | Paesi Bassi (bandiera)  | A     | Don-Angelo Konadu     |
| -- | Norvegia (bandiera)     | C     | Sivert Mannsverk      |

## Trasferimenti
Dati aggiornati al 29 luglio 2025.

### Sessione estiva
| Acquisti         | Acquisti          | Acquisti            | Acquisti                     |
| R.               | Nome              | da                  | Modalità                     |
| ---------------- | ----------------- | ------------------- | ---------------------------- |
| C                | Oscar Gloukh      | Salisburgo          | definitivo (14.75 milioni €) |
| A                | Raúl Moro         | Real Valladolid     | definitivo (11 milioni €)    |
| D                | Ko Itakura        | Borussia M'gladbach | definitivo (10.5 milioni €)  |
| P                | Joeri Heerkens    | Sparta Praga        | definitivo (2 milioni €)     |
| P                | Vítězslav Jaroš   | Liverpool           | prestito                     |
| A                | Carlos Forbs      | Wolverhampton       | rientro prestito             |
| A                | Chuba Akpom       | Lilla               | rientro prestito             |
| C                | Borna Sosa        | Torino              | rientro prestito             |
| C                | Sivert Mannsverk  | Cardiff City        | rientro prestito             |
| C                | Kristian Hlynsson | Sparta Rotterdam    | rientro prestito             |
| D                | Jakov Medić       | Bochum              | rientro prestito             |
| Altre operazioni |                   |                     |                              |
| R.               | Nome              | da                  | Modalità                     |
| D                | Aaron Bouwman     |                     | aggregato dalle giovanili    |

| Cessioni         | Cessioni                   | Cessioni           | Cessioni                         |
| R.               | Nome                       | a                  | Modalità                         |
| ---------------- | -------------------------- | ------------------ | -------------------------------- |
| D                | Jorrel Hato                | Chelsea            | definitiva (44.18 milioni €)     |
| A                | Carlos Forbs               | Club Bruges        | definitiva (6 milioni €)         |
| D                | Borna Sosa                 | Crystal Palace     | definitiva (2.3 milioni $)       |
| D                | Jakov Medić                | Norwich City       | definitiva (2 milioni $)         |
| C                | Kristian Hlynsson          | Twente             | definitiva (1.8 milioni $)       |
| A                | Christian Rasmussen        | Fortuna Düsseldorf | definitiva (1 milione $)         |
| C                | Jordan Henderson           |                    | svincolato                       |
| P                | Jay Gorter                 |                    | svincolato                       |
| A                | Chuba Akpom                | Ipswich Town       | prestito con obbligo di riscatto |
| A                | Amourricho Van Axel-Dongen | Heerenveen         | prestito                         |
| D                | Daniele Rugani             | Juventus           | fine prestito                    |
| P                | Matheus                    | Braga              | fine prestito                    |
| Altre operazioni |                            |                    |                                  |
| R.               | Nome                       | a                  | Modalità                         |
|                  |                            |                    |                                  |

## Risultati
Dati aggiornati al 10 agosto 2025.

### Eredivisie
Il 17 giugno 2025 è stato reso noto il calendario ufficiale della stagione 2025-26 di Eredivisie. Alla 1ª giornata l'Ajax ha affrontato in casa il Telstar.
| Arbitro: | Jannick van der Laan |

|                                 |           |  |
| W. Weghorst 19’ W. Weghorst 83’ | Marcatori |  |

| Arbitro: | Danny Makkelie |

|                                     |           |                              |
| M. Meulensteen 20’ E. Linthorst 44’ | Marcatori | 3’ D. Klaassen 45+3’ Y. Baas |

| Amsterdam 24 agosto 2025, ore 16:45 CEST 3ª giornata | Ajax | – referto | Heracles Almelo | Johan Cruijff Arena |

| Volendam 30 agosto 2025, ore 16:30 CEST 4ª giornata | Volendam | – referto | Ajax | Kras Stadion |

| Amsterdam 13 settembre 2025, ore 16:30 CEST 5ª giornata | Ajax | – referto | PEC Zwolle | Johan Cruijff Arena |

| Eindhoven 21 settembre 2025, ore 14:30 CEST 6ª giornata (De Topper) | PSV | – referto | Ajax | Philips Stadion |

| Amsterdam 27 settembre 2025, ore 18:45 CEST 7ª giornata | Ajax | – referto | NAC Breda | Johan Cruijff Arena |

| Rotterdam 4 ottobre 2025, ore 16:30 CEST 8ª giornata | Sparta Rotterdam | – referto | Ajax | Sparta Stadion Het Kasteel |

| Amsterdam 18 ottobre 2025, ore 21:00 CEST 9ª giornata | Ajax | – referto | AZ Alkmaar | Johan Cruijff Arena |

| Enschede 26 ottobre 2025, ore 12:15 CET 10ª giornata | Twente | – referto | Ajax | De Grolsch Veste |

| Amsterdam 1° novembre 2025, ore 21:00 CET 11ª giornata | Ajax | – referto | Heerenveen | Johan Cruijff Arena |

| Utrecht 9 novembre 2025, ore 12:15 CET 12ª giornata | Utrecht | – referto | Ajax | Stadion Galgenwaard |

| Amsterdam 22 novembre 2025, ore --:-- CET 13ª giornata | Ajax | – referto | Excelsior | Johan Cruijff Arena |

| Amsterdam 29 novembre 2025, ore --:-- CET 14ª giornata | Ajax | – referto | Groningen | Johan Cruijff Arena |

| Sittard 6 dicembre 2025, ore --:-- CET 15ª giornata | Fortuna Sittard | – referto | Ajax | Fortuna Sittard Stadion |

| Amsterdam 13 dicembre 2025, ore --:-- CET 16ª giornata (De Klassieker) | Ajax | – referto | Feyenoord | Johan Cruijff Arena |

| Nijmegen 20 dicembre 2025, ore --:-- CET 17ª giornata | N.E.C. | – referto | Ajax | Goffertstadion |

| Velsen 10 gennaio 2026, ore --:-- CET 18ª giornata | Telstar | – referto | Ajax | 711 Stadion |

| Amsterdam 17 gennaio 2026, ore --:-- CET 19ª giornata | Ajax | – referto | Go Ahead Eagles | Johan Cruijff Arena |

| Amsterdam 24 gennaio 2026, ore --:-- CET 20ª giornata | Ajax | – referto | Volendam | Johan Cruijff Arena |

| Rotterdam 31 gennaio 2026, ore --:-- CET 21ª giornata | Excelsior | – referto | Ajax | Van Donge & De Roo Stadion |

| Alkmaar 7 febbraio 2026, ore --:-- CET 22ª giornata | AZ Alkmaar | – referto | Ajax | AFAS Stadion |

| Amsterdam 14 febbraio 2026, ore --:-- CET 23ª giornata | Ajax | – referto | Fortuna Sittard | Johan Cruijff Arena |

| Amsterdam 21 febbraio 2026, ore --:-- CET 24ª giornata | Ajax | – referto | N.E.C. | Johan Cruijff Arena |

| Zwolle 28 febbraio 2026, ore --:-- CET 25ª giornata | PEC Zwolle | – referto | Ajax | MAC³PARK Stadion |

| Groningen 7 marzo 2026, ore --:-- CET 26ª giornata | Groningen | – referto | Ajax | Euroborg |

| Amsterdam 14 marzo 2026, ore --:-- CET 27ª giornata | Ajax | – referto | Sparta Rotterdam | Johan Cruijff Arena |

| Rotterdam 21 marzo 2026, ore --:-- CET 28ª giornata (De Klassieker) | Feyenoord | – referto | Ajax | De Kuip |

| Amsterdam 4 aprile 2026, ore --:-- CEST 29ª giornata | Ajax | – referto | Twente | Johan Cruijff Arena |

| Almelo 11 aprile 2026, ore --:-- CEST 30ª giornata | Heracles Almelo | – referto | Ajax | Asito Stadion |

| Breda 23 aprile 2026, ore --:-- CEST 31ª giornata | NAC Breda | – referto | Ajax | Rat Verlegh Stadion |

| Amsterdam 2 maggio 2026, ore --:-- CEST 32ª giornata (De Topper) | Ajax | – referto | PSV | Johan Cruijff Arena |

| Amsterdam 10 maggio 2026, ore 16:45 CEST 33ª giornata | Ajax | – referto | Utrecht | Johan Cruijff Arena |

| Heerenveen 17 maggio 2026, ore 14:30 CEST 34ª giornata | Heerenveen | – referto | Ajax | Abe Lenstra Stadion |

### UEFA Champions League
Classificandosi al 2º posto nella classifica di Eredivisie della precedente stagione, l'Ajax ha ottenuto la qualificazione in Champions League accedendo direttamente dalla fase campionato.

#### Fase campionato
Il sorteggio del calendario della fase campionato della Champions League si terrà il 28 agosto 2025 presso il Grimaldi Forum del Principato di Monaco.

## Statistiche
Dati aggiornati al 17 agosto 2025.

### Statistiche di squadra
| Competizione  | Punti | In casa | In casa | In casa | In casa | In casa | In casa | In trasferta | In trasferta | In trasferta | In trasferta | In trasferta | In trasferta | Totale | Totale | Totale | Totale | Totale | Totale | DR |
| Competizione  | Punti | G       | V       | N       | P       | Gf      | Gs      | G            | V            | N            | P            | Gf           | Gs           | G      | V      | N      | P      | Gf     | Gs     | DR |
| ------------- | ----- | ------- | ------- | ------- | ------- | ------- | ------- | ------------ | ------------ | ------------ | ------------ | ------------ | ------------ | ------ | ------ | ------ | ------ | ------ | ------ | -- |
| Eredivisie    | 4     | 1       | 1       | 0       | 0       | 2       | 0       | 1            | 0            | 1            | 0            | 2            | 2            | 2      | 1      | 1      | 0      | 4      | 2      | +2 |
| KNVB beker    | -     | 0       | 0       | 0       | 0       | 0       | 0       | 0            | 0            | 0            | 0            | 0            | 0            | 0      | 0      | 0      | 0      | 0      | 0      | 0  |
| Europa League | -     | 0       | 0       | 0       | 0       | 0       | 0       | 0            | 0            | 0            | 0            | 0            | 0            | 0      | 0      | 0      | 0      | 0      | 0      | 0  |
| Totale        | -     | 1       | 1       | 0       | 0       | 2       | 0       | 2            | 0            | 1            | 0            | 2            | 2            | 2      | 1      | 1      | 0      | 4      | 2      | +2 |

### Andamento in campionato
| Giornata  | 1 | 2 | 3 | 4 | 5 | 6 | 7 | 8 | 9 | 10 | 11 | 12 | 13 | 14 | 15 | 16 | 17 | 18 | 19 | 20 | 21 | 22 | 23 | 24 | 25 | 26 | 27 | 28 | 29 | 30 | 31 | 32 | 33 | 34 |
| --------- | - | - | - | - | - | - | - | - | - | -- | -- | -- | -- | -- | -- | -- | -- | -- | -- | -- | -- | -- | -- | -- | -- | -- | -- | -- | -- | -- | -- | -- | -- | -- |
| Luogo     | C | T |   |   |   |   |   |   |   |    |    |    |    |    |    |    |    |    |    |    |    |    |    |    |    |    |    |    |    |    |    |    |    |    |
| Risultato | V | N |   |   |   |   |   |   |   |    |    |    |    |    |    |    |    |    |    |    |    |    |    |    |    |    |    |    |    |    |    |    |    |    |
| Posizione | 5 | ? |   |   |   |   |   |   |   |    |    |    |    |    |    |    |    |    |    |    |    |    |    |    |    |    |    |    |    |    |    |    |    |    |

Legenda:

Luogo: C = Casa; T = Trasferta. Risultato: V = Vittoria; N = Pareggio; P = Sconfitta.

### Statistiche individuali
| Giocatore    | Eredivisie | Eredivisie | Eredivisie  | Eredivisie | KNVB beker | KNVB beker | KNVB beker  | KNVB beker | Champions League | Champions League | Champions League | Champions League | Totale   | Totale | Totale      | Totale     |
| Giocatore    | Presenze   | Reti       | Ammonizioni | Espulsioni | Presenze   | Reti       | Ammonizioni | Espulsioni | Presenze         | Reti             | Ammonizioni      | Espulsioni       | Presenze | Reti   | Ammonizioni | Espulsioni |
| ------------ | ---------- | ---------- | ----------- | ---------- | ---------- | ---------- | ----------- | ---------- | ---------------- | ---------------- | ---------------- | ---------------- | -------- | ------ | ----------- | ---------- |
| Y. Baas      | 2          | 1          | 0           | 0          | -          | -          | -           | -          | -                | -                | -                | -                | 2        | 1      | 0           | 0          |
| S. Berghuis  | 2          | 0          | 0           | 0          | -          | -          | -           | -          | -                | -                | -                | -                | 2        | 0      | 0           | 0          |
| A. Bouwman   | 1          | 0          | 0           | 0          | -          | -          | -           | -          | -                | -                | -                | -                | 1        | 0      | 0           | 0          |
| O. Edvardsen | 1          | 0          | 0           | 0          | -          | -          | -           | -          | -                | -                | -                | -                | 1        | 0      | 0           | 0          |
| K. Fitz-Jim  | 1          | 0          | 0           | 0          | -          | -          | -           | -          | -                | -                | -                | -                | 1        | 0      | 0           | 0          |
| A. Gaaei     | 2          | 0          | 0           | 0          | -          | -          | -           | -          | -                | -                | -                | -                | 2        | 0      | 0           | 0          |
| O. Gloukh    | 2          | 0          | 0           | 0          | -          | -          | -           | -          | -                | -                | -                | -                | 2        | 0      | 0           | 0          |
| M. Godts     | 1          | 0          | 0           | 0          | -          | -          | -           | -          | -                | -                | -                | -                | 1        | 0      | 0           | 0          |
| K. Itakura   | 1          | 0          | 0           | 0          | -          | -          | -           | -          | -                | -                | -                | -                | 1        | 0      | 0           | 0          |
| V. Jaroš     | 2          | -2         | 0           | 0          | -          | -          | -           | -          | -                | -                | -                | -                | 2        | -2     | 0           | 0          |
| D. Klaassen  | 2          | 1          | 0           | 0          | -          | -          | -           | -          | -                | -                | -                | -                | 2        | 1      | 0           | 0          |
| J. Mokio     | 2          | 0          | 0           | 0          | -          | -          | -           | -          | -                | -                | -                | -                | 2        | 0      | 0           | 0          |
| R. Moro      | 2          | 0          | 0           | 0          | -          | -          | -           | -          | -                | -                | -                | -                | 2        | 0      | 0           | 0          |
| Y. Regeer    | 2          | 0          | 0           | 0          | -          | -          | -           | -          | -                | -                | -                | -                | 2        | 0      | 0           | 0          |
| Lucas Rosa   | 1          | 0          | 0           | 0          | -          | -          | -           | -          | -                | -                | -                | -                | 1        | 0      | 0           | 0          |
| K. Taylor    | 2          | 0          | 1           | 0          | -          | -          | -           | -          | -                | -                | -                | -                | 2        | 0      | 1           | 0          |
| B. Traoré    | 1          | 0          | 0           | 0          | -          | -          | -           | -          | -                | -                | -                | -                | 1        | 0      | 0           | 0          |
| W. Weghorst  | 2          | 2          | 1           | 0          | -          | -          | -           | -          | -                | -                | -                | -                | 2        | 2      | 1           | 0          |
| O. Wijndal   | 2          | 0          | 0           | 0          | -          | -          | -           | -          | -                | -                | -                | -                | 2        | 0      | 0           | 0          |